# Richard Seymour-Conway

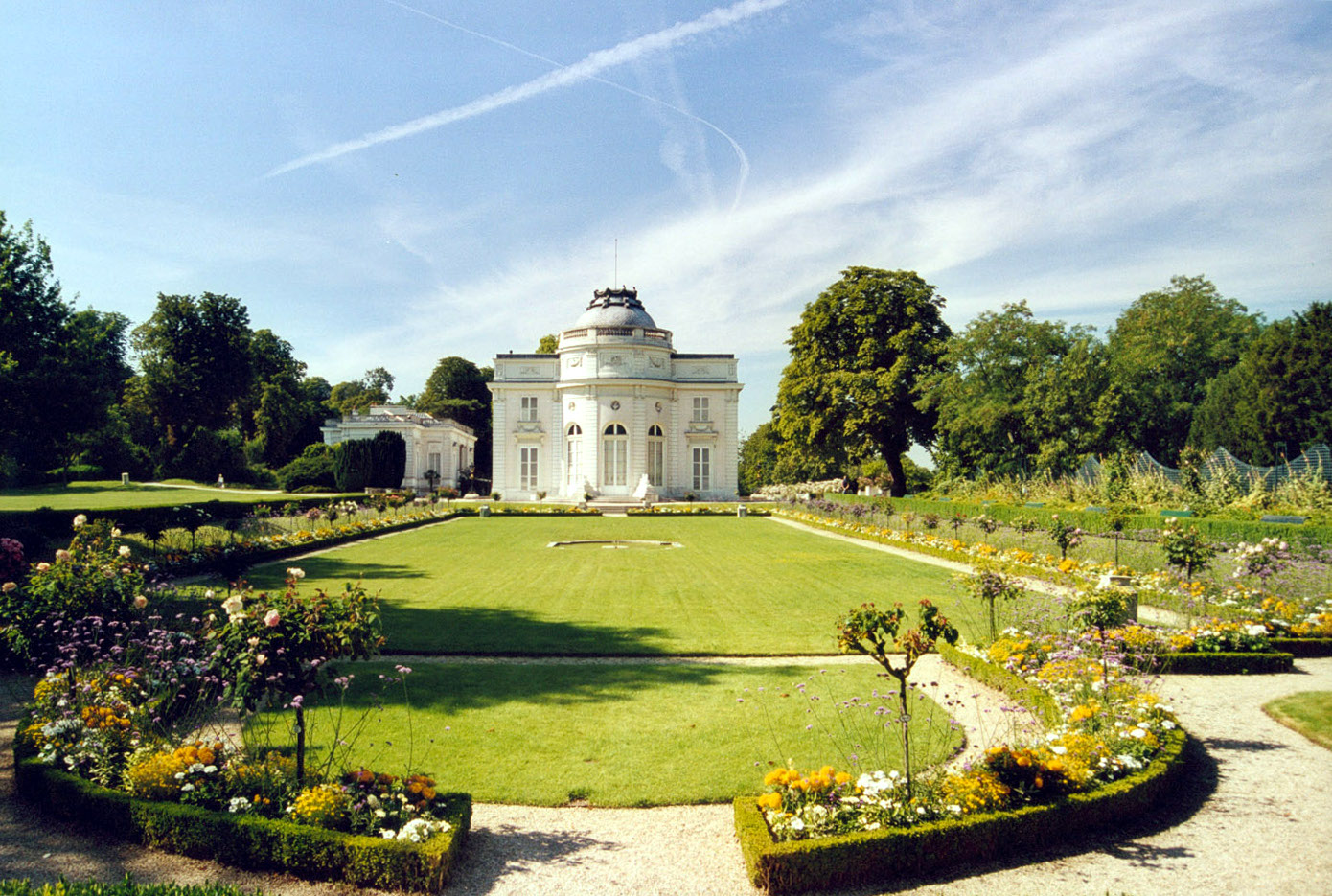
Le château de Bagatelle, demeure de Lord Hertford à partir de 1848.

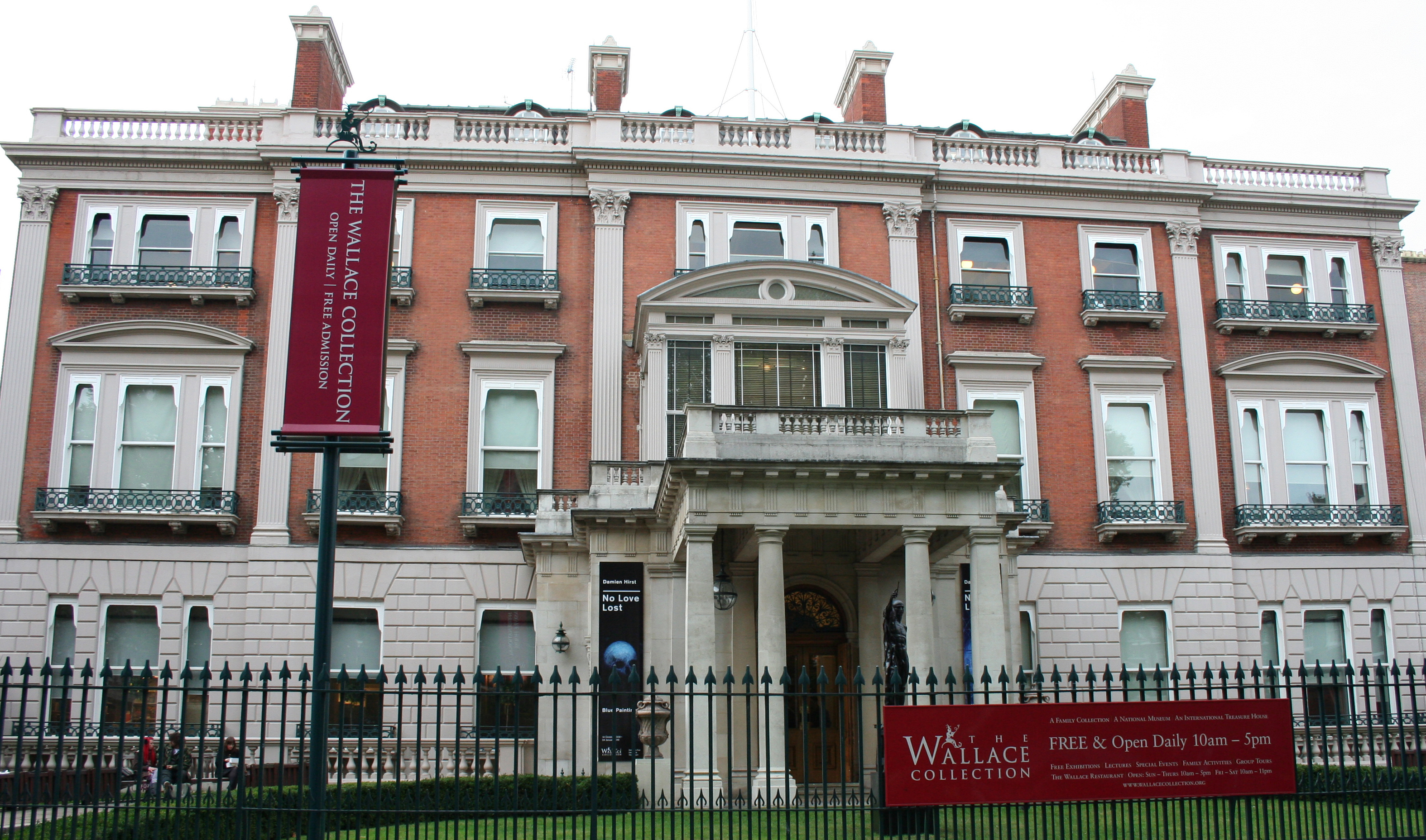
Manchester House, ou Hertford House, qui abrite la Wallace Collection.

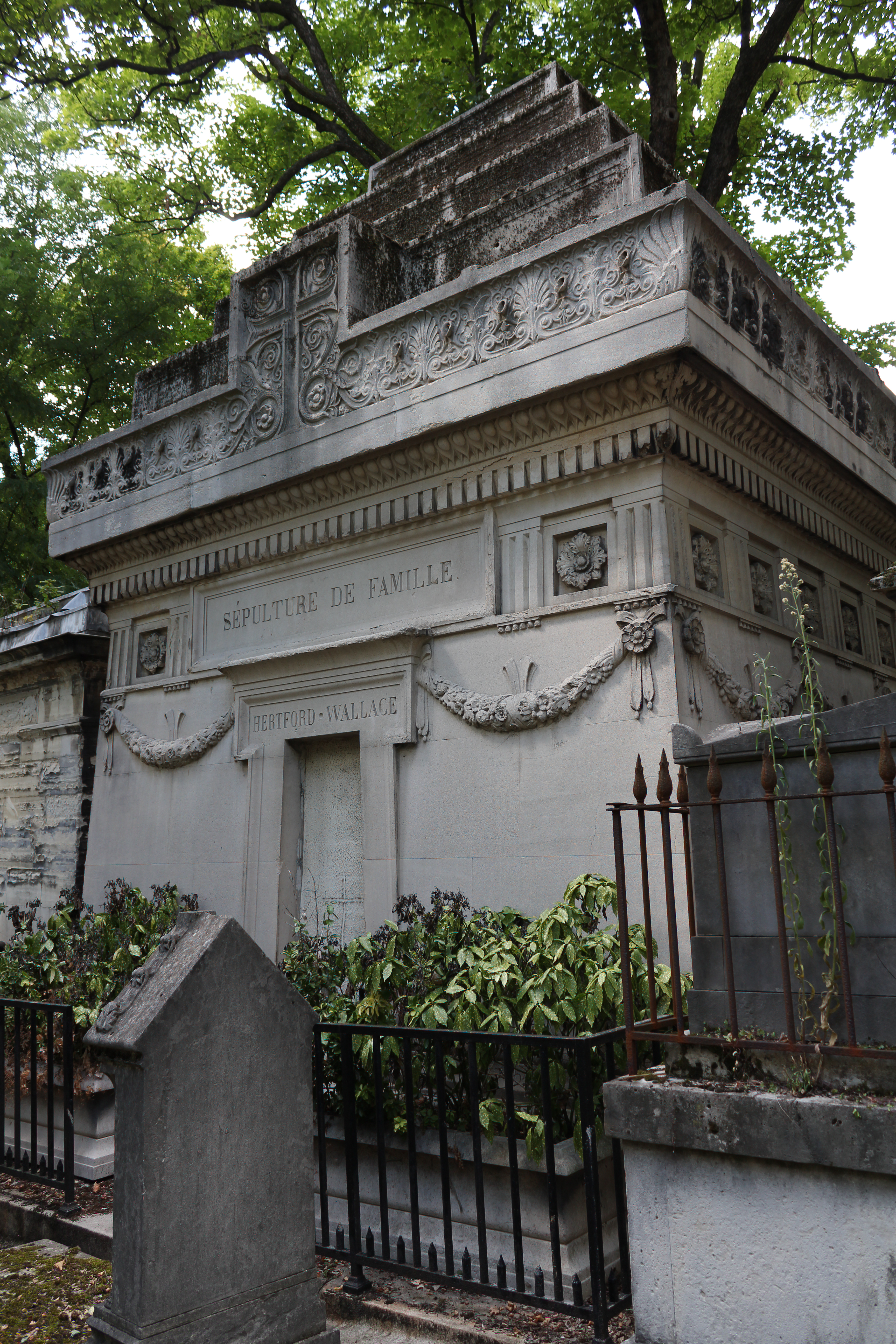
Tombeau au cimetière du Père-Lachaise.

Richard Seymour-Conway, 4e marquis d'Hertford, aussi connu sous le nom de Lord Hertford, est un collectionneur d'art et francophile anglais né le 22 février 1800 à Londres et mort le 24 août 1870 à Neuilly-sur-Seine, fils de Francis Seymour-Conway (3e marquis d'Hertford) et de Maria Seymour-Conway.

## Biographie
Richard Seymour-Conway vit principalement à Paris, au 2 rue Laffitte et, à partir de 1848 au château de Bagatelle, dans le bois de Boulogne.
Dans le périodique Paris Guide, en 1867, le critique d'art Théophile Thoré-Burger le place en tête des 300 grands collectionneurs de Paris et le plus grand d'Europe avec « à peu près 250 tableaux accrochés dans la galerie et les appartements du premier étage » ; il avait considérablement accru la collection reçue de ses aïeux, en peintures, sculptures, objets d'art, miniatures, armes, etc.
Richard Seymour-Conway fut sans doute père à l'âge de 18 ans : c'est pourquoi la famille décida d'élever son fils naturel, Richard, et de prendre en charge la mère de cet enfant, Agnes Jackson-Wallace. C'est la propre mère du marquis, Maria Seymour-Conway, qui éleva le jeune Richard à Paris. Par la suite, Richard prit soin du marquis quand celui-ci tomba gravement malade à partir de la fin des années 1850 (il souffrait des reins). Jamais le marquis ne reconnut officiellement Richard comme étant son fils.
À partir de 1946, il élève la fille de son frère Henry Seymour et Amélie Clémence Barjonnet, apellée Seymourina Poirson, avec sa compagne de l'époque Louise Suzanne de Bréart, dite Madame Oger (1818-1904) au château de Bagatelle,.
Mort célibataire et sans descendance directe en août 1870, les titre et fief des Hertford, Ragley Hall (en) passèrent, en vertu de la loi anglaise, à son plus proche parent, Francis Seymour, tandis que sa fortune et ses collections, allèrent par testament à son secrétaire et - présumé - fils naturel, Richard Wallace, lequel empêcha le nouveau tenant du titre de récupérer dans la maison londonienne des Hertford à Manchester Square divers actes juridiques, tableaux, vaisselles et linge qu'il revendiquait comme biens familiaux : trois procès successifs eurent lieu, le dernier gagné par Wallace
Le 5e marquis d'Hertford, ne pouvant sans fortune assumer l'entretien de Sudbourne Hall, lui céda ensuite pour 200 000 livres; Wallace fit réaménager luxueusement le château.

### Un héritage transmis en partie à la Nation britannique
En février 1871 Wallace épouse sa compagne Amélie-Julie-Charlotte Castelnau (1819-1897) et légitima son fils naturel, baptisé Edmond Wallace. Richard Wallace est ensuite anobli par la reine Victoria (1871) puis fait chevalier de l'ordre du Bain (1878).
Après avoir épousé Amélie Gall contre l'avis de sa famille, Edmond Wallace, à qui en 1880 son richissime père avait donné un immeuble de rapport situé 29 boulevard des Italiens à Paris, mourut en 1887 ; les deux hommes s'étant brouillés, le couple Wallace ne reconnurent pas leurs quatre petits-enfants.
Quand trois ans plus tard Wallace meurt, il n'a donc plus d'enfant, et sa veuve hérite de la quasi-intégralité d'une fortune estimée en 1870 à plus de 60 millions de francs-or.  
En 1894, peut-être inspirée par l'ancien secrétaire de son mari, John Murray Scott (1847-1912), Lady Wallace offrit à la nation anglaise Hertford House et les très importantes collections d'art qui y avaient été placées à partir de 1872 par son époux, à condition que le musée ainsi créé prenne son nom et que la collection reste intacte ; l'ensemble est ainsi devenu the Wallace Collection, et fut inauguré en 1900.
La partie française du patrimoine Hertford, à savoir le château de Bagatelle et l'immeuble du 2 rue Laffitte et leur riche contenu, revinrent à John Murray Scott, qui fut également anobli par la reine Victoria. Scott vendit les statues et ornements de Bagatelle puis voulut lotir le grand parc, mais la Ville de Paris s'y opposa et en 1904 lui acheta pour une somme estimée à 6 millions de francs-or.
Mort célibataire et sans descendance, Scott légua à son amie intime, épouse du 3e lord Sackville, la somme de 150 000 livres et le reliquat de la collection Hertford conservé rue Laffitte, qui lui fut acheté - sans qu'il l'ait vu dit-on - 350 000 livres sterling par le marchand d'art Jacques Seligmann, qui le dispersa à travers plusieurs ventes.
Une liste des tableaux que possédait le marquis a été publiée en septembre 1870 dans Le Moniteur des arts par Ernest Fillonneau.

### Titres et récompenses
Richard Seymour-Conway était chevalier de l'ordre de la Jarretière (19 janvier 1846) et commandeur de l'ordre de la Légion d'honneur.